# Földi Zoltán
Földi Zoltán (Budapest, 1895. május 3. – Budapest, 1987. március 5.) Kossuth-díjas vegyészmérnök, farmakológus, kémikus, egyetemi tanár, a Magyar Tudományos Akadémia rendes tagja. Hat évtizeden keresztül volt a Chinoin Gyógyszer- és Vegyészeti Termékek Gyárának kutatóvegyésze, egyebek mellett nevéhez fűződik a nagyipari penicillingyártás magyarországi feltételeinek megteremtése.
1920-ban Budapesten házasságot kötött királylehotai Lehotzky Leonórával. Földi Tamás (1927) és Földi András (1931) vegyészmérnökök apja.

## Életútja
Földi Imre vasúti hivatalnok és Szabó Rozália fia. A Horánszky utcai reáliskolában tett érettségit 1913-ban. 1917-ben vegyészmérnöki oklevelet szerzett a budapesti Királyi József Műegyetemen. Már utolsóéves korától, 1916-tól az egyetem szerves kémiai intézetében dolgozott Zemplén Géza gyakornokaként, majd diplomaszerzését követően 1919-ig tanársegédjeként. 1919-ben műszaki doktori oklevelet szerzett. Időközben 1918-ban a Chinoin Gyógyszer- és Vegyészeti Termékek Gyára Rt.-ben helyezkedett el kutatómérnökként, ahol idővel műszaki aligazgatóvá lépett elő, majd 1941 és 1945 között a Chinoin vezérigazgatói posztját töltötte be. 1945-től 1978-ig a Chinoin kutatólaboratóriumának vezetőjeként, később műszaki-gazdasági tanácsadójaként tevékenykedett.
Gyógyszervegyészi pályafutásával párhuzamosan 1931-ben habilitált a szegedi Ferenc József Tudományegyetemen mint „Az organikus gyógyszerkészítmények kémiai technológiája” című tárgykör magántanára. 1948-tól 1958-ig a Budapesti Műszaki Egyetemen (BME) a szerves kémiai alapműveletek előadója volt. 1964 után a BME-n, 1967 után a szegedi egyetemen oktatott címzetes egyetemi tanárként.

## Munkássága
A magyar gyógyszervegyészet, gyógyszeripar meghatározó jelentőségű alakja volt. Vegyészi és kutatásszervezési munkásságával jelentősen hozzájárult a Chinoin gyógyszergyár nemzetközi hírnevéhez, ahhoz, hogy a második világháborút követően a nagyüzemi antibiotikum-gyártás hazai bázisává válhasson. Magyarországon – nemegyszer a szintén chinoinos Kőnig Rezsővel és Gerecs Árpáddal együttműködésben – ő állította elő az első inzulin- (1924–1928), valamint B1-vitamin-készítményeket, majd egy gazdaságosabb szintetizálási eljárás kidolgozásával megteremtette a nagyipari penicillingyártás feltételeit. 1926 és 1962 között hetvennyolc önállóan vagy munkatársaival benyújtott gyógyszeripari szabadalmát jegyezték be. Több görcsoldó, vizelethajtó gyógyszer, s egyéb szulfonamidkészítmény vegyipari szintézise fűződik a nevéhez: Perparin (1928–1930), Papaverin (1930), Novurin (1930, Issekutz Bélával), Ultraseptyl és Deseptyl (1937–1938, Ivánovics Györggyel), Novopropon stb. Endrődi utcai lakásában saját laboratóriumot rendezett be, amelyet 1971-ben a Chinoinnak adományozott.
Kutatásai elsősorban az aromás szulfonsavszármazékok, a fenolok, a furánok, a ciklodextrinek kémiájára terjedtek ki, de behatóan foglalkozott a diazóniumsók szintetizálásával aromás aminokból (diazotálás), valamint aliciklusos vegyületek reakciókinetikájával. A cinkona alkaloidok stabilitásának összehasonlító vizsgálata során fiaival, Tamással és Andrással együtt ő fedezte fel és írta le 1957-ben a cinkona alkaloidok réz-kelátját és konformációját.

### Társasági tagságai és elismerései
Tudományos eredményei elismeréseként 1956-ban a Magyar Tudományos Akadémia levelező, 1970-ben rendes tagjává választották, tagja volt az MTA szerves kémiai bizottságának. Számos külhoni tudományos társaság választotta tagjául, így a Német Kémiai Társaság (1922–1944), a londoni Királyi Kémiai Társaság (1947), az Amerikai Kémiai Társaság (1947), a Svájci Kémiai Társaság (1947) és a londoni Vegyipari Társaság (1947).
A penicillinkutatás és  gyártás területén szerzett érdemeiért 1952-ben átvehette a Kossuth-díj ezüst fokozatát, 1960-ban pedig tudományos munkássága elismeréseként Wartha Vince-emlékérmet kapott. Emellett díjazottja volt a Magyar Népköztársasági Érdemérem ezüst fokozatának (1951), a Munka Érdemrend ezüst (1960), illetve arany fokozatának (1975, 1980).

### Főbb műve
- Szerves kémiai alapműveletek. Budapest: Műszaki és Természettudományi Egyesületek Szövetsége. 1949.

## Emlékezete
Tiszteletére a Budapesti Műszaki és Gazdaságtudományi Egyetem Vegyészmérnöki Kara 1992-ben Földi Zoltán-díjat alapított, amellyel a szerves kémia terén elért kimagasló tudományos eredményeket, életműveket díjazzák.